# Theo Thijssen

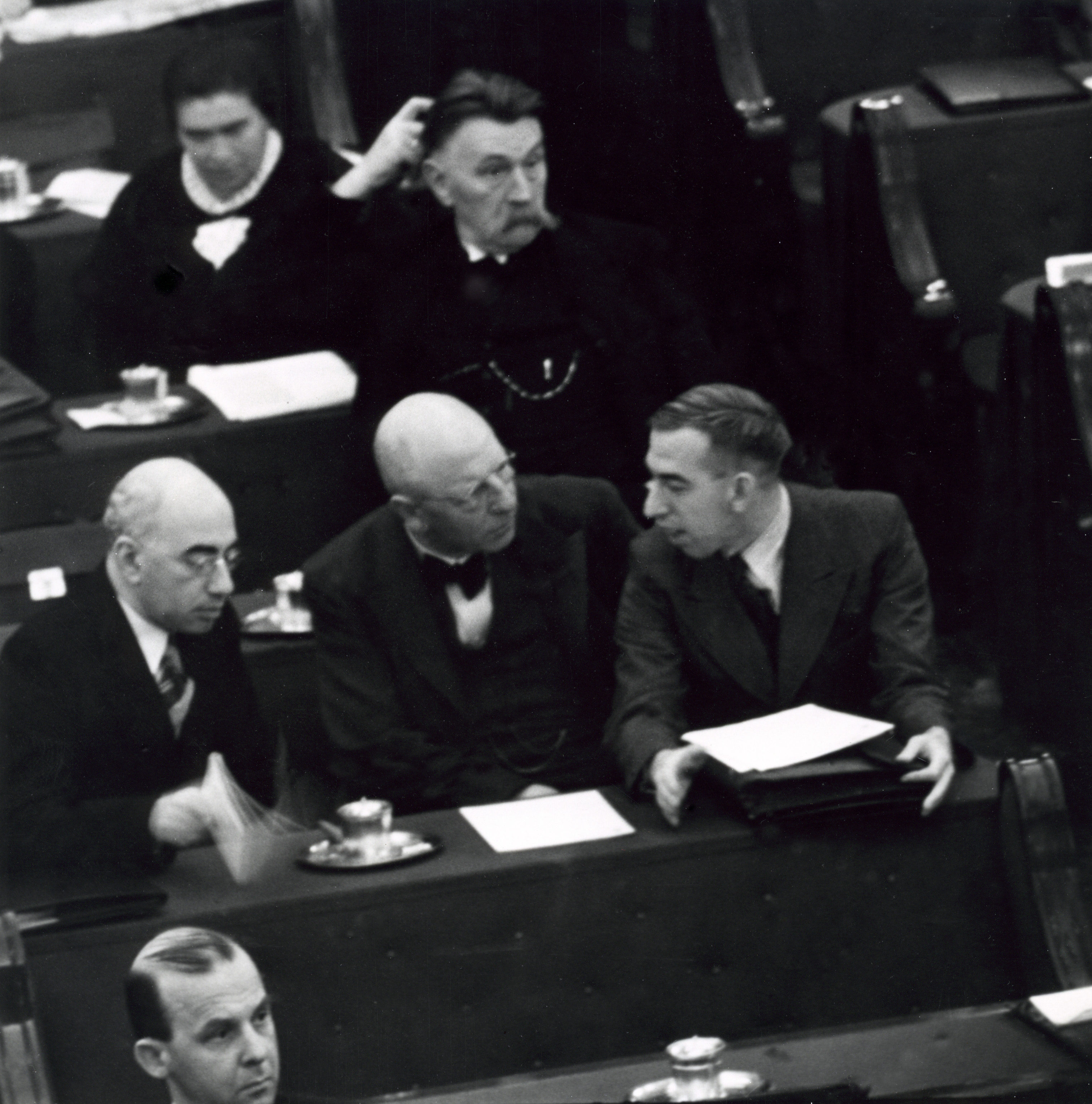
Theo Thijssen (midden-boven met snor) namens de SDAP in de Tweede Kamer

Theodorus Johannes (Do) Thijssen (Amsterdam, 16 juni 1879 - aldaar, 23 december 1943) was een Nederlands schrijver, onderwijzer, socialistisch politicus en esperantist. Zijn bekendste boek is Kees de jongen (1923), dat in de Amsterdamse Jordaan speelt.

## Biografie
Als kind van een schoenmaker kende Thijssen het Amsterdamse middenstandsmilieu rondom de eeuwwisseling uit eigen ervaring. De familie had het niet breed, en Thijssen kon uiteindelijk na een zwaar toelatingsexamen met een rijksbeurs naar de Rijkskweekschool voor onderwijzers in Haarlem. In 1897 richtte hij het tijdschrift Baknieuws: Weekblad van den Nederlandschen Kweekeling op. Na voltooiing van zijn opleiding was Thijssen van 1898 tot 1921 onderwijzer op diverse openbare lagere scholen in Amsterdam-Oost.
Net als de bekende onderwijsvernieuwer Jan Ligthart (ook opgegroeid in de Jordaan) had Thijssen veel aandacht voor de leerling als individu — destijds een vrij nieuw inzicht. Maar tegelijk bleef hij de klas als sociale eenheid heel belangrijk vinden. Een echte onderwijsvernieuwer was hijzelf niet. Wel maakte hij furore als cynisch ontmaskeraar van al te generaliserende lesmethoden. De ene leerling, de ene klas was nu eenmaal de andere niet. Hij pleitte hartstochtelijk voor meer respect voor de praktijkkennis van de gewone klasseonderwijzer, die tenslotte dé expert was als het er om ging te bepalen hoe die ene klas van hem op ieder moment moest worden benaderd.

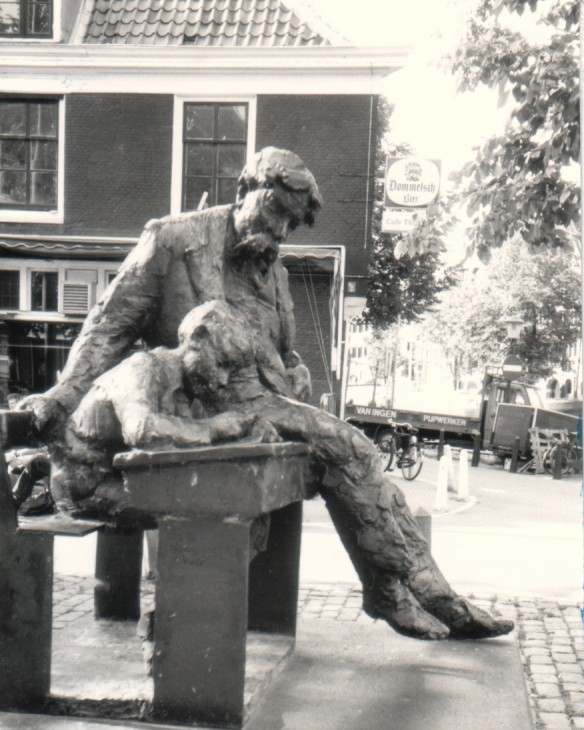
Beeld van Theo Thijssen in de Amsterdamse Jordaan, gemaakt door Hans Bayens

In 1905 richtte hij samen met kweekschoolvriend Piet Bol het blad De Nieuwe School op, waarin hij veel kritische en vaak dodelijk-satirische artikelen over onderwijsmethoden, leerboekjes, leesboekjes en kinderboeken schreef, maar ook het feuilleton "Barend Wels" (over een beginnend onderwijzer) dat in 1908 in boekvorm verscheen. Ook schreef hij in dit blad al een paar fragmenten over de fantasierijke jongen Kees, die hij later zou uitwerken tot zijn beroemdste roman Kees de jongen. Hij verrijkte de Nederlandse taal met het woord "zwembadpas", een snelle manier van lopen die Kees had ontwikkeld. Dat begrip werd zo legendarisch, dat het Theo Thijssen Museum op 16 juni 2001 een Dag van de Zwembadpas kon organiseren (met lezingen in de Amsterdamse Westerkerk en manifestaties op de Westermarkt), die ruime aandacht kreeg in alle media. Hoogtepunt van de dag waren de Eerste Nederlandse Zwembadpaskampioenschappen.
In 1921 werd Thijssen bezoldigd bestuurslid van de Bond van Nederlandse Onderwijzers, de voorloper van de huidige Algemene Onderwijsbond (AOb). In die functie voerde hij het verzet aan tegen de stichting door de gemeente Amsterdam van Montessorischolen, die volgens hem "de warme sociale sfeer misten die kinderen zo nodig hadden." Hij werd redacteur van de bondsbladen De Bode (over arbeidsomstandigheden van de onderwijzers) en School en huis (over opvoeding). In dat laatste blad werkte hij de eerdere losse schetsen over de jongen Kees uit tot een doorlopend feuilleton, "Kees de jongen", dat in 1923 als boek verscheen. Hoewel Thijssen altijd heeft volgehouden dat Kees de Jongen fictie was, lijken toch veel van zijn jeugdherinneringen in dit boek te zijn verwerkt. Thijssens autobiografische werk In de ochtend van het leven was naar eigen zeggen het enige boek dat eigen jeugdherinneringen bevat.
Ook zijn romans Schoolland (1925) en De gelukkige klas (1926) verschenen eerst als feuilleton in School en huis.

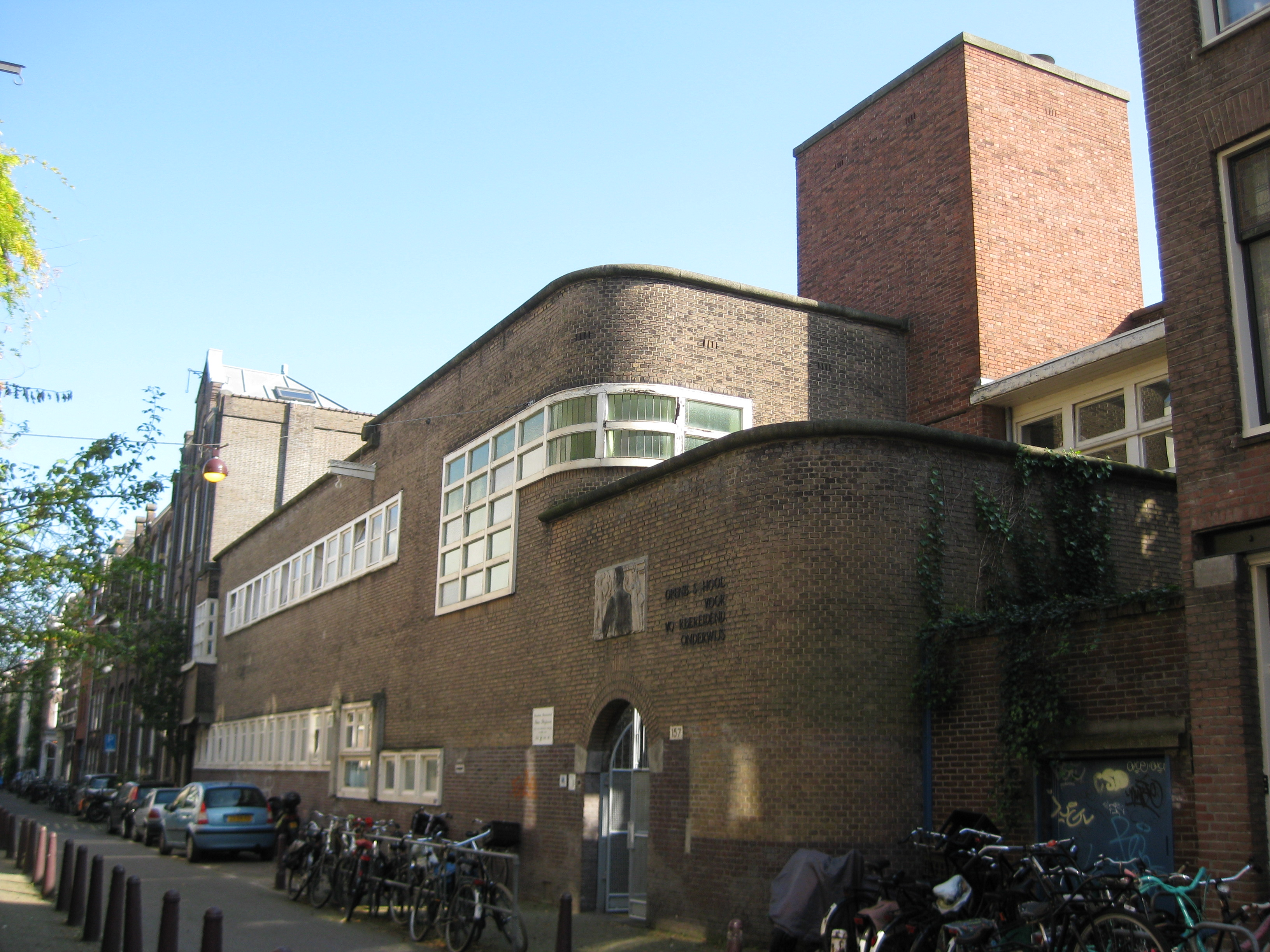
Theo Thijssenschool in Amsterdam

Theo Thijssen was ook esperantist. Hij ging vooral aan het nut van de internationale taal Esperanto geloven door zijn ervaringen op internationale onderwijzerscongressen, die hij vanaf de jaren twintig bezocht. Met al dat getolk ging immers akelig veel tijd verloren. In april 1929 deed Thijssen in De Bode, het door hem geredigeerde blad van de onderwijzersbond, verslag van een internationaal congres in het Zwitserse Bellinzona. Elke rede moest nog eens door tolken in minstens twee andere talen worden herhaald, met alle verminkingen van dien. “Ach, het marchéért wel,” aldus Thijssen:
“Maar een vlotte manier van kongresseren is het niet; en degenen die hun moedertaal kunnen spreken hebben toch héél wat voor op ons arme Serviërs en Bulgaren en Hollanders. Waarschijnlijk zijn we in ons land geen stakkerds, als we het woord moeten voeren — maar op zo’n kongres, daar slaan we een pover figuur. Nee, dán Goldstone, en Dumas, en Roussel, en Wolff, en Müller, wat kunnen die lekker vlot en helder hun gedachten uiten… Het zou toch alvast heel wat rechtvaardiger zijn, als we allemaal verplicht waren in het Esperanto te stotteren."
Net als zijn vader koesterde Thijssen van jongs af aan socialistische sympathieën, al werd hij pas in 1912 lid van de Sociaal-Democratische Arbeiderspartij (SDAP), voorloper van de Partij van de Arbeid. Voor de SDAP werd hij van 1933 tot 1940 lid van de Tweede Kamer en van 1935 tot 1941 van de Amsterdamse gemeenteraad.
Door de bezetting werkloos geworden, schreef hij in enkele maanden tijd zijn jeugdherinneringen (In de ochtend van het leven). Als ex-vakbondsbestuurder werd Thijssen na de Februaristaking van 1941 door de Duitsers gearresteerd; hij zat enige tijd vast in het Huis van Bewaring aan de Amstelveenseweg. In december 1943 werd hij kort achtereen door verschillende ernstige ziektes getroffen en stierf aan de gevolgen van een hersenbloeding.

## Eerbetonen
De vroegere Staatsprijs voor kinder- en jeugdliteratuur (de P.C. Hooftprijs voor kinderboeken) heet sinds 1988 de Theo Thijssen-prijs. Niet omdat Thijssen vooral een kinderboekenschrijver zou zijn (alleen Jongensdagen schreef hij voor een zo jong publiek), maar wel omdat hij in zijn vaak sarcastische recensies van kinder- en jeugdliteratuur een strenge literaire (dus niet morele) norm voor het genre formuleerde.
In zijn geboortehuis aan de Eerste Leliedwarsstraat 16 werd in 1995 door de jonge Stichting Theo Thijssen het Theo Thijssen Museum geopend. Sloop van het geboortehuis was in 1988-1989 ternauwernood voorkomen door een actie van deze stichting, sterk gesteund door vele prominenten, onder wie vooral PvdA-Kamerlid en oud-wethouder Jan Schaefer, columnist/cineast Jan Vrijman en journalist Geert Mak zich inzetten. In 2004 bestelde De Nieuwe Ooster bij kunstenaar Jan Wolkers het Theo Thijssenmonument.
De stichting Collectieve Propaganda van het Nederlandse Boek (CPNB) zette in 2007 Thijssens roman De gelukkige klas centraal in haar actie Nederland Leest, bedoeld om de gedachtewisseling over gezamenlijk gelezen boeken te bevorderen. Net als — in 2006 — Dubbelspel van Frank Martinus Arion, werd het gratis aangeboden aan alle leden van openbare bibliotheken in Nederland, maar bovendien werd het nu uitgedeeld aan alle havo/vwo 4 klassen in het middelbare onderwijs. Overal in het land organiseerden bibliotheken lezingen over Thijssen en dit boek. Het Theo Thijssen Museum wijdde in 2008 een speciale expositie aan Thijssen en zijn ideeën over het onderwijs.
Ook is de PABO van de Hogeschool Utrecht in Utrecht vernoemd naar Thijssen (Het Theo Thijssen Instituut), een locatie van de Hogeschool van Amsterdam (het Theo Thijssenhuis) is eveneens vernoemd naar Thijssen, evenals lagere scholen in Amsterdam, Assen, Zutphen, Sappemeer en Vlissingen. De Theo Thijssenschool kreeg in 1947 een gevelsteen van Thijssen gemaakt door Fred Carasso; de school verhuisde (met gevelsteen) in 1987 naar Anjeliersstraat 157.